# Taubenturm Château de la Chapelle-Faucher

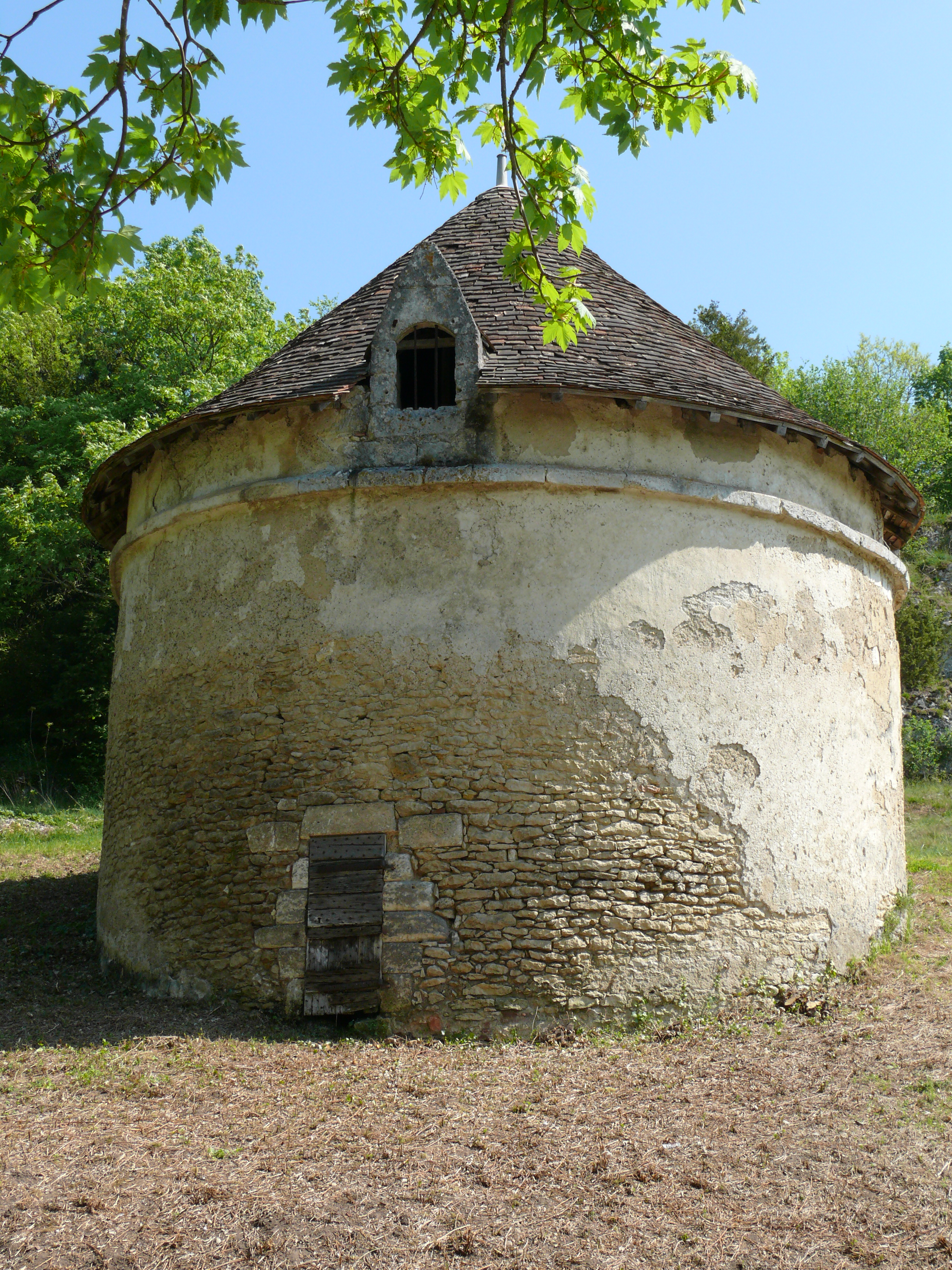
Taubenturm in La Chapelle-Faucher

Der Taubenturm (französisch colombier oder pigeonnier) des Château de la Chapelle-Faucher in La Chapelle-Faucher, einer französischen Gemeinde im Département Dordogne in der Region Nouvelle-Aquitaine, wurde im 17./18. Jahrhundert errichtet. Der Taubenturm steht seit 2001 als Teil des Schlosses als Monument historique auf der Liste der Baudenkmäler in Frankreich.
Der runde Turm aus Bruchsteinmauerwerk steht in der Nähe der Brücke, die über den Fluss Côle führt. Er wird von rechteckigen Schindeln gedeckt.